# Rajesh Khanna
Pour les articles homonymes, voir Khanna et Arora (homonymie).
Rajesh Khanna, né Jatin Arora le 29 décembre 1942 à Burewala (Raj britannique, aujourd'hui au Pakistan) et mort le 18 juillet 2012) à Bombay (Inde), est un acteur, producteur de film et homme politique indien. Considéré comme la "première" superstar de Bollywood, il est connu pour avoir tourné dans 163 films, dont 150 en hindi. Entre 1992 et 1996, il fut membre de la chambre parlementaire de la Lokh Sabha à New Delhi.

## Biographie
Il naît le 29 décembre 1942 à Burewala, au Pakistan, dans la province du Penjab, sous le nom de Jatin Arora. Il sera ensuite rebaptisé Jatin Khanna,.
Attiré dès son plus jeune âge par la comédie, il fait ses débuts dans Aakhri Khat (La dernière lettre) en 1966. Il se révèle au grand public trois ans après avec l’énorme succès du film Aaradhna (Dévotion), en 1969. Il excelle dans les rôles d'"Indian Lover", personnages romantiques et vulnérables, et connaît de nouveaux succès dans les années 1970 dans des films romantico-dramatiques comme Kati Patang (Le Cerf-volant brisé), Anand (Paix) et Amar Prem (Amour éternel).
Au cours des années 1960 à 1970, il est l'homme le plus adulé à Bollywood. Surnommé "Kaka" (oncle en hindi) par ses fans, il collectionne les lettres d'admiratrices. Fascination et fanatisme pousseront certaines à lui écrire de leur sang et à couvrir sa voiture de baisers marqués au rouge à lèvres. Selon les mots de Raud Ahmed, journaliste spécialisé : « Rajesh Khanna fut le premier à Bollywood à être nommé ' superstar' […] Il était très bon acteur, et il avait en plus un charme terrible […]. Ses scènes dramatiques faisaient donc fureur auprès des femmes ».
Il est le seul acteur indien à avoir connu quinze succès consécutifs, de 1969 à 1971.
Il se marie avec l'actrice Dimple Kapadia en 1973. Alors âgée de 16 ans, celle-ci commençait une courte carrière cinématographique dans le film Bobby de Raj Kapoor. Le couple se sépare en 1984, après la naissance de deux filles, Twinkle et Rinke,. Malgré leur séparation, Dimple et Rajesh ne divorceront jamais.
Dans les années 1990, Rajesh Khanna décline de plus en plus d'offres de films et se tourne vers la politique. Il est membre du parlement indien de 1992 à 1996, mais finit dans ses dernières années par éviter les apparitions publiques.
Il meurt le 18 juillet 2012 à Bombay des suites d'une longue maladie.

## Filmographie

### Années 1960
- 1966 : Aakhri Khat : Govind
- 1967 : Raaz : Kumar / Sunil
- 1967 : Baharon Ke Sapne : Ramaiya
- 1967 : Aurat : Suresh
- 1969 : Aradhana : Arun / Suraj Prasad Saxena
- 1969 : Ittefaq : Dilip Roy
- 1969 : Doll : Amar Kumar
- 1969 : Bandhan : Dharmchand "Dharma"
- 1969: Do Raaste : Satyan Gupta

### Années 1970
- 1970 : Khamoshi : M.. Arun Choudhury
- 1970 : The Train : Inspector Shyam Kumar
- 1970 : Sachaa Jhutha : Bhola / Ranjit Kumar
- 1970 : Safar : Avinash
- 1971 : Kati Patang : Kamal Sinha
- 1971 : Anand : Anand Saigal / Jaichand
- 1971 : Aan Milo Sajna : Ajit
- 1971 : Maryada : Raja Babu / Rajan Ram Bahadur
- 1971 : Chhoti Bahu : Madhu
- 1971 : Haathi Mere Saathi : Raj Kumar "Raju"
- 1972 : Dushman : Surjit Singh / Dushman
- 1972 : Amar Prem : Anand Babu
- 1972 : Apna Desh : Akash Chandra
- 1972 : Dil Daulat Duniya : Vijay
- 1972 : Bawarchi : Raghu (Bawarchi)
- 1973 : Daag: A Poem of Love : Sunil Kohli
- 1973 : Namak Haraam : Somnath (Somu) / Chander Singh
- 1973 : Avishkaar : Amar
- 1974 : Aap Ki Kasam : Kamal Bhatnagar
- 1974 : Prem Nagar : Chhotey Kunver Karan U. Singh
- 1974 : Roti : Mangal Singh
- 1975 : Prem Kahani : Rajesh Kamleshwar Narain
- 1978 : Chakravyuha : Amit Narayan
- 1979 : Til Til Dalekha : rôle principal
- 1979 : Amar Deep : Raja / Sonu

### Années 1980
- 1980 : Thodisi Bewafaii : Arun Kumar Choudhary
- 1980 : Red Rose : Anand
- 1981 : Kudrat : Mohan Kapoor / Madho
- 1981 : Dhanwan : Vijaykumar Saxena
- 1981 : Dard : Deepak Srivastav / Vikas "Vicky"
- 1982 : Disco Dancer
- 1983 : Avtaar : Avtaar Krishen
- 1983 : Agar Tum Na Hote : Ashok Mehra
- 1984 :  Awaaz : Advocate Jayant
- 1984 : Aaj Ka M.L.A. Ram Avtar : Ram Avtaar
- 1985 :  Hum Dono : Raja / Dr. Shekhar
- 1985 : Babu : Babu
- 1986 : Amrit : Amrit Lal Sharma
- 1986 : Adhikar : Vishal
- 1987 : Awam : Captain Amar Kumar

### Années 1990
- 1994 : Khudai : Raj Anand
- 1999 : Aa Ab Laut Chalen : Balraaj Khanna

## Distinctions
Au cours de sa longue carrière, il remporte trois Filmfare Awards (oscars du cinéma indien) du meilleur acteur. En 1991, il reçoit un Award honorifique pour célébrer ses vingt-cinq ans de carrière. En 2005, un Filmfare Award récompensant l'ensemble de son œuvre lui est décerné.